# 王茂 (琉球)
王茂（生卒年不詳）是琉球國第一尚氏王朝時期的國相。
王茂的早年事蹟和來歷不詳，唯知他是中國明朝的移民，遷居琉球後居住在久米村。王茂在《中山世譜》中最早登場的年份是1398年（洪武三十一年），當時王茂奉中山王武寧之命，前往明朝朝貢。而根據《歷代寶案》的記載可知，王茂同時為中山、南山兩國撰寫外交文書。1403年，奉中山王武寧、南山王汪應祖之命出使明朝。故而他究竟服屬於哪個國家至今仍是個謎。
在第一尚氏王朝建立以後，王茂被尚思紹王任命為右長史。1411年（永樂九年），國相程復辭職歸國，王茂繼任國相之職，同時兼任長史，成為尚思紹王的心腹。宣德年間，懷機取代了王茂，成為國相。